# Phorbas perarmatus
Phorbas perarmatus är en svampdjursart som först beskrevs av James Scott Bowerbank 1866.  I den svenska databasen Dyntaxa används istället namnet Phorbas microcionides. Enligt Catalogue of Life ingår Phorbas perarmatus i släktet Phorbas och familjen Hymedesmiidae, men enligt Dyntaxa är tillhörigheten istället släktet Phorbas och familjen Anchinoidae. Arten är reproducerande i Sverige. Inga underarter finns listade i Catalogue of Life.